# 威廉·休斯

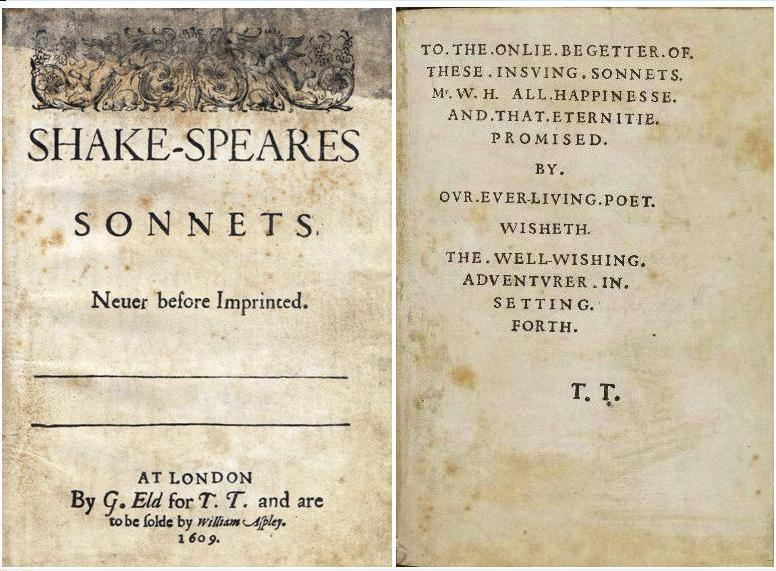
莎士比亞的著作十四行詩（1609）的開頭中提及“獻給W.H. 先生”

威廉·休斯（Willie Hughes）是莎士比亞十四行詩中“Fair Youth”的可能性之一（但先決條件是十四行詩是以莎翁所寫第一人稱的自傳體）。 按照詩中描述，“Faith Youth”是一位英俊、優雅且富含魅力的男性。許多莎翁文學研究者認為莎士比亞劇組中的男演員「威廉·休斯」就是Faith Youth(亦指W.H.先生)。但直到目前為止，沒有任何歷史紀錄或文獻可以確定「威廉·休斯」真實存在。 
有一說是，在這部十四行詩中，最後屬名的並不是W.S.（指威廉·莎士比亚），而是簽上了T.T.，目前的各種猜測，最有可能的人是「Thomas Tyrwhitt」，此人最後拿到了莎翁過去的許多作品並出版，所以在開頭所提到的「W.H.先生」此句有可能不適出自於莎翁之手。但關於T.T.的真實身分還有待考證。
也有一說是，由於奧斯卡王爾德的小說「W.H.的畫像」一文中提及了這個從未有人提及的論點(也就是威廉休斯的可能性)，進而造成許多文學研究者相信其論點，但對於W.H.先生究竟是誰，文學界仍然有許多不同的可能性，另外一個普遍認定的可能性是伯爵「William Herbert」。